# Себастьян Руссо
Себастьян Руссо (англ. Sebastien Rousseau, 10 вересня 1990) — південноафриканський плавець.
Учасник Олімпійських Ігор 2008, 2012 років.